# NJPW King of Pro Wrestling
King of Pro Wrestling est un pay-per-view annuel produit par la New Japan Pro Wrestling (NJPW), disponible uniquement en paiement à la séance et via Ustream. Il s'est déroulé pour la première fois en 2012 et se déroule chaque année en octobre à Tokyo. 

## Historique
| Événement                  | Date            | Lieu              | Ville               | Spectateurs | Événement principal                                                                |
| -------------------------- | --------------- | ----------------- | ------------------- | ----------- | ---------------------------------------------------------------------------------- |
| King of Pro Wrestling 2012 | 8 octobre 2012  | Ryōgoku Kokugikan | Tokyo, Kantō, Japon | 9 000       | Hiroshi Tanahashi (c) contre Minoru Suzuki pour le IWGP Heavyweight Championship   |
| King of Pro Wrestling 2013 | 14 octobre 2013 | Ryōgoku Kokugikan | Tokyo, Kantō, Japon | 9 000       | Kazuchika Okada (c) contre Hiroshi Tanahashi pour le IWGP Heavyweight Championship |
| King of Pro Wrestling 2014 | 13 octobre 2014 | Ryōgoku Kokugikan | Tokyo, Kantō, Japon | 9 100       | A.J. Styles (c) contre Hiroshi Tanahashi pour le IWGP Heavyweight Championship     |
| King of Pro Wrestling 2015 | 12 octobre 2015 | Ryōgoku Kokugikan | Tokyo, Kantō, Japon | 8 302       | Kazuchika Okada (c) contre A.J. Styles pour le IWGP Heavyweight Championship       |